# Nam Nha Trang
Nam Nha Trang là một phường thuộc tỉnh Khánh Hòa, Việt Nam.

## Lịch sử
Ngày 16 tháng 6 năm 2025, Ủy ban Thường vụ Quốc hội ban hành Nghị quyết số 1667/NQ-UBTVQH15 về việc sắp xếp các đơn vị hành chính cấp xã của tỉnh Khánh Hòa năm 2025 (có hiệu lực từ ngày 16 tháng 6 năm 2025). Trong đó, hợp nhất các phường Phước Hải, Phước Long, Vĩnh Trường, xã Vĩnh Thái và xã Phước Đồng thành phường Nam Nha Trang.

## Địa lý
Phường Nam Nha Trang có ranh giới với các xã, phường:
- Phía Bắc giáp với phường Tây Nha Trang.
- Phía Nam giáp với xã Cam Lâm.
- Phía Đông giáp với phường Nha Trang.
- Phía Tây giáp với xã Diên Khánh và Suối Dầu.

Phường có diện tích là 82,18 km², dân số năm 2025 là 130.164 người, mật độ dân số đạt 1.584 người/km².